# Murphy (Idaho)
Murphy es un lugar designado por el censo ubicado en el condado de Owyhee en el estado estadounidense de Idaho. En el Censo de 2010 tenía una población de 97 habitantes y una densidad poblacional de 9,76 personas por km².

## Geografía
Murphy se encuentra ubicado en las coordenadas 43°12′46″N 116°32′55″O / 43.21278, -116.54861. Según la Oficina del Censo de los Estados Unidos, Murphy tiene una superficie total de 9,94 km², de la cual 9,94 km² corresponden a tierra firme y (0 %) 0 km² es agua.

## Demografía
Según el censo de 2010, había 97 personas residiendo en Murphy. La densidad de población era de 9,76 hab./km². De los 97 habitantes, Murphy estaba compuesto por el 93,81 % blancos, el 0 % eran afroamericanos, el 0 % eran amerindios, el 1,03 % eran asiáticos, el 0 % eran isleños del Pacífico, el 0 % eran de otras razas y el 5,15 % pertenecían a dos o más razas. Del total de la población el 4,12 % eran hispanos o latinos de cualquier raza.